# Les Aventures fantastiques de Tarzan
Pour les articles homonymes, voir Tarzan.
Les Aventures fantastiques de Tarzan est une série télévisée afro-américaine en 22 épisodes de 50 minutes, créée d'après les personnages de Edgar Rice Burroughs, et diffusée du 28 août 1996 au 25 mai 1997 en syndication. Elle a été diffusée en France sur M6 du 11 février 1997 au 4 avril 1998.

## Synopsis
Après plusieurs années passées en Grande-Bretagne, John Clayton, Lord Greystoke, plus connu sous le pseudonyme de Tarzan, revient en Afrique à la suite d'un danger qui menace sa jungle. Il vit des aventures extraordinaires avec son ami Themba.

## Fiche technique
- Producteur superviseur : Michael McGreevey.
- Producteurs : Joe Lara, Neil Dunn, Peter Cohen.
- Producteurs exécutifs : Micheline H. Keller, Henry Siegel, Paul Siegel.
- Supervision des effets de maquillage : John Carl Buechler et Brad Hardin
- Compagnie de production : Keller Siegel Entertainment.
- Compagnie de distribution : Peter Rodgers Organization.
- Langue : Anglais (Stéréo)
- Format : Plein écran (1.33) - Couleur

## Distribution
- Joe Lara (VF : Patrick Floersheim) : John Clayton / Tarzan
- Aaron Seville (VF : Thierry Desroses) : Themba
- Don McLeod : Bolgani
- Annika Bullus : Kali
- Angela Harry : Reine La
- Nkhensani Manganyi : Tashi
- Colette de Coude :  Lydie Denier

## Épisodes
1. Le retour de Tarzan (Tarzan's Return)
2. Le retour de Tarzan, deuxième partie (Tarzan's Return part 2)
3. Tarzan et les Hommes léopards (Tarzan and The Leopard Queen)
4. Tarzan et la Légion perdue (Tarzan and The Lost Legion)
5. Tarzan et le Diamant rouge (Tarzan and The Scarlet Diamond)
6. Tarzan et l'Orchidée noire (Tarzan and The Black Orchid)
7. Tarzan et la Malédiction (Tarzan and The Reflections on an Evil Eye)
8. Tarzan et la Grande Prêtresse (Tarzan and The Priestess of Opar)
9. Tarzan et la Furie de Zadu (Tarzan and The Fury of The Zadu)
10. Tarzan et la Vengeance de Zimpala (Tarzan and The Revenge of Zimpala)
11. Tarzan et le Retour de Kukulcan (Tarzan and The Return of Kukulcan)
12. Tarzan et le Caillou blanc (Tarzan and The White Pebble)
13. Tarzan et le Dieu de la Lune (Tarzan and The Moon God)
14. Tarzan et la Cité interdite (Tarzan and The Forbidden City)
15. Tarzan et la Femme guépard (Tarzan and The Leopard Demon)
16. Tarzan et la Colère (Tarzan and The Demon Within)
17. Tarzan et les Mahars (Tarzan and The Mahars)
18. Tarzan et Amtor (Tarzan and The Amtorans)
19. Tarzan et la Bête de Dunali (Tarzan and The Beast of Dunali)
20. Tarzan entre la vie et la mort (Tarzan and The Shadow of Anger)
21. Tarzan et le Mystère du lac (Tarzan and The Mystery of The Lake)
22. Tarzan et le Cirque de la Mort (Tarzan and The Circus Hunter)

## Commentaires
La série a été entièrement tournée en Afrique du Sud.
Plusieurs séries ont été adaptées des aventures de Tarzan mais celle-ci est la seule à avoir été filmée sur le continent africain conformément aux écrits de Burroughs. La série des années 1960 avec Ron Ely a été filmée à Hollywood et celle avec Wolf Larson avait été réalisée au Mexique.
Tous les épisodes ont des titres qui commencent par "Tarzan et ..." et sont directement adaptés des nouvelles de l'écrivain. De ce fait, cette série se rapproche fidèlement des personnages et des lieux décrits dans les romans de Burroughs.

## DVD
L'intégrale de la série est sortie en deux coffrets de 4 DVD chacun uniquement en version originale aux Pays-Bas avec des sous-titres néerlandais. Aucun bonus n'est présent.

## Roman
R. A. Salvatore écrivit un roman sur Tarzan, basé sur le script de l'épisode pilote. Il fut publié dans une édition grand format en 1996 et en édition de poche en 1997.
Nikolas Rokoff, némésis de Tarzan dans Le Retour de Tarzan, a volé une amulette de cristal ayant des pouvoirs mystiques. Le cristal peut ouvrir un portail vers les terres sauvages de Pellucidar et permet ainsi à des reptiles humanoïdes, les Mahars d'attaquer notre monde. Cependant, Tarzan stoppe non seulement Rokoff ; mais aussi Mora, la Reine des Mahars. 